# Samuel Hermann
Samuel Hermann était un négociant et banquier à La Nouvelle-Orléans au XIXe siècle.

## Biographie
Issu d'une famille juive de Rödelheim, né à Francfort, Samuel Hermann est venu en Louisiane d'Allemagne en 1804 et s'est installé à proximité de Baton Rouge, où il épouse une créole d'origine française, Marie Emeranthe Becnel, la veuve de Pierre Brou. Avec sa banque Hermann, Briggs and Company, il se spécialise dans le financement des opérations commerciales, de l'immobilier, et les transactions sur les actions des sociétés bancaires, où il excelle grâce à une autre activité, l'importation de pièces d'argent du Mexique, à l'aide de ses deux navires. Il est également un important négociant en coton.
En 1831, il se fait construire une magnifique demeure à la Nouvelle-Orléans, la maison Hermann-Griman autour de laquelle travaillaient 60 esclaves et qui a aujourd'hui été transformée en musée. Ses fils Samuel Junior et Florian siègent au conseil d'administration de la "New Orleans Gas Light and Banking Company" en 1837.
En 1835, Samuel Hermann visite sa famille et sa ville natale de Roedelheim, où un journal local raconte son épopée américaine. Il rend visite aussi à la famille Rothschild avec qui il a tissé des liens d'amitiés. Deux ans plus tard, il fait faillite lors de la Panique de 1837, qui voit sa banque afficher un passif de six millions de dollars. Sa ligne de crédit avec la banque britannique Barings, de plusieurs milliers de dollars, est supprimée.